# Mercedes-Benz M111
Mercedes-Benz M111 — рядный четырёхцилиндровый бензиновый двигатель внутреннего сгорания компании Mercedes-Benz, выпускавшийся с 1992 по 2006 год. Впервые был представлен на Mercedes-Benz W124.
Семейство двигателей M111 относительно объёмное и использовало 4 клапана на цилиндр. Во всех двигателях семейства M111 применялись чугунный блок цилиндров и головка блока цилиндров из алюминиевого сплава.

## E18

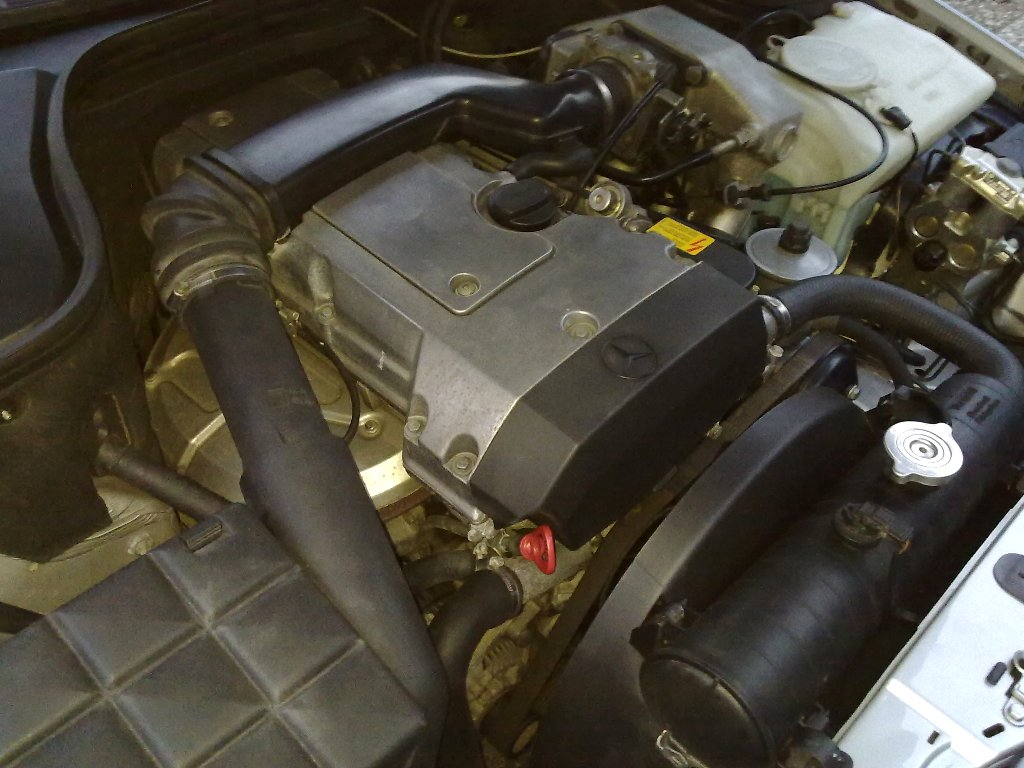
Двигатель M111 E18 ('94 C 180)

### M111.920/M111.921
M111.920 являлся 1,8-литровым (1799 см3) шестнадцатиклапанным двигателем с диаметром цилиндра и ходом поршня 85,3 × 78,7 мм. Он развивал мощность 90 кВт (121 л. с.) при 5500 об/мин и крутящий момент 170 Н⋅м при 4200 об/мин. С 1996 года выпускался вариант M111.921, который имел датчик массового расхода воздуха MAF (вместо MAP) и использовал ECU вместо PMS.
Применение:
- 1993—2000 C 180 (W202)

## E20

### M111.940
M111.940 являлся 16-клапанным двигателем объёмом 2,0 л (1998 см3) с диаметром цилиндра 89,9 мм, ходом поршня 78,7 мм и степенью сжатия 9,6:1. Он развивал мощность 100 кВт (134 л. с.) и крутящий момент 190 Н⋅м.
Применение:
- 1992—1997 E 200 (W124)

Вместо механического впрыска топлива в двигателе применялась система управления Siemens PEC/PMS (Pressure Engine Control), которая объединяла управление подачей топлива и зажиганием. Образование смеси зависело от оборотов в минуту, угла TPS и давления в коллекторе (MAP). Форсунки работали парами (холостой ход, частичная нагрузка) или целиком (полная нагрузка).
В двигателе применялось 2 катушки зажигания, распределитель зажигания отсутствовал. Цилиндры работали парами: первый вместе с четвёртым, а второй вместе с третьим. Датчик положения коленчатого вала регистрировал движение двух радиально противоположных установочных пластин на маховике, одна из которых намагничена, а другая нет. Таким образом, управление двигателем имело точную информацию о том, какую группу цилиндров запускать и какую группу форсунок распылять.

### M111.941/M111.942/M111.945/M111.946
Двигатели M111.941, M111.942, M111.945 и M111.946 похожи на M111.940. Каждый двигатель семейства развивал мощность 100 кВт (134 л. с.) и крутящий момент 190 Н⋅м.
Применения:
M111.941:
- 1993—1996 C 200 (W202)

M111.942:
- 1995—1999 E 200 (W210)

M111.945:
- 1996—2000 C 200 (W202)
- 1997—2000 CLK 200 (C208)
- 1996—2000 E 200 (W210)

M111.946:
- 1996—2000 SLK 200 (R170)

Двигатели никогда не имели PMS. С 1995 по 1997 год двигатели оснащались устройством для измерения расхода воздуха/топлива HFM-motronic с горячей плёнкой, а с 1997 по 2002 год — ME2.1 motronic. Система более поздних выпусков также имела магнит на впускном распределительном валу и подавала сигнал ЭБУ, чтобы помочь двигателю создавать больший крутящий момент на низких оборотах. У двигателей ранних выпусков не было датчика положения распределительного вала, поэтому проводка сильно отличалась.
Единственный недостаток двигателей — первоначально установленная головная маска Victor Reinz, которая со временем разорвалась из-за возраста, из-за чего сбоку из верхней части вытекла охлаждающая жидкость. Кроме того, только у моделей некоторых годов выпуска была плохая изоляция проводки двигателя, из-за чего требовалось заменить всю проводку.

### M111.948/M111.950
Мощность двигателя M111.948 составляла 95 кВт (127 л. с.), крутящий момент составлял 180 Н⋅м при 4200 об/мин. Двигатель M111.950, в свою очередь, развивал крутящий момент 186 Н⋅м при 3600—4500 об/мин.
Применение:
- M111.948: 1996—1999 V 200 (W638)
- M111.950: 1999—2003 V 200 (W638)

### M111.951/M111.952
Двигатель M111.951 не имел наддува. Степень сжатия составляла 10,6:1, мощность — 95 кВт (127 л. с.) при 5300 об/мин, а крутящий момент — 190 Н⋅м при 4000 об/мин. Улучшение включало в себя усиленный блок цилиндров, новую головку блока цилиндров, индивидуальное зажигание «катушка на свече» с новыми свечами зажигания с иридиевыми наконечниками для интервалов замены 100000 км (60000 миль), шатуны и поршни для повышения степени сжатия, впрыск топлива Siemens SIM4, соответствие стандартам Euro-IV по выбросам и двойные датчики кислорода. Версия EVO называлась M 111 E 20 EVO.
Применение:
- 2000—2002 C 180 (W203)
- 2000—2002 C 180 SportCoupé (CL203)
- 2000—2003 V 200/Vito 113

Двигатель M111.952 устанавливался на универсал S202, выпускавшийся с 2000 по 2001 год. В его моторной гамме M111.952 заменил 1,8-литровый двигатель мощностью 122 л. с.
Применение:
- 2000—2001 C 180 (S202)

## E20 ML

### M111.943/M111.944/M111.947
M111.943 и M111.944 являются 2,0-литровыми (1998 см3) 16-клапанными двигателями с нагнетателями, аналогичными 2,3-литровому двигателю M111.973. Они развивали мощность 141 кВт (189 л. с.) и крутящий момент 270 Н⋅м. Двигатель экспортировался в Нидерланды, Португалию и Грецию по налоговым причинам. Налоговый лимит на автомобили представительского класса устанавливался при объёме двигателя более 2000 см3, поэтому Mercedes, чтобы выйти на эти рынки, разработал модель M111.940 с нагнетателем M111.973, обеспечивающую высокую производительность при малом объёме двигателя. Ранняя версия 1995 года развивала мощность всего 132 кВт (177 л. с.).
Применения:
M111.943:
- 1996—2000 SLK 200 Kompressor (R170)

M111.944:
- 1995—2000 C 200 Kompressor (W202)
- 1997—2000 CLK 200 Kompressor (C208)

M111.947:
- 1997—2000 E 200 Kompressor (W210)

### M111.955/M111.956/M111.957/M111.958
M 111 E 20 ML EVO являлся 2,0-литровым двигателем Kompressor, который оснащён нагнетателем по аналогии с 2,3-литровым двигателем M111.974, но имел мощность 120 кВт (161 л. с.) и крутящий момент 230 Н⋅м при 2500 об/мин. Силовой агрегат Eaton M62 был заменён силовым агрегатом Eaton M45. Двигатель экспортировался в Италию, Нидерланды, Португалию и Грецию по налоговым причинам.
Применения:
- 2000—2002 C 200 Kompressor (W203)
- 2000—2002 C 200 Kompressor SportCoupé (CL203)

M111.956:
- 2000—2003 CLK 200 Kompressor (C208)
- 2000—2001 C 200 Kompressor (S202)

M111.957: 
- 2000—2003 E 200 Kompressor (W210)

M111.958: 
- 2000—2004 SLK 200 Kompressor (R170)

## E22

### M111.960/M111.961
M111.960 являлся 2,2-литровым (2199 см3) 16-клапанным двигателем с диаметром цилиндра 89,9 мм, ходом поршня 86,6 мм и степенью сжатия 10:1. Он развивал мощность 110 кВт (148 л. с.) и крутящий момент 210 Н⋅м.
Применения:
- M111.960: 1992—1997 E 220 (W124)
- M111.961: 1993—1996 C 220 (W202)

## E23

### M111.970/M111.974/M111.978
M911.970 являлся 2,3-литровым (2295 см3) 16-клапанным двигателем с диаметром цилиндра 90,9 мм, ходом поршня 88,4 мм и степенью сжатия 10,4:1. Он развивал мощность 110 кВт (148 л. с.) или же 90 кВт (120 л. с.), а крутящий момент составлял, соответственно, 220 или же 180 Н·м.
Применения:
- M111.970: 1995—1998 E 230 (W210)
- M111.974: 1996—1998 C 230 (W202)
- M111.978: 1996—1999 V 230/Vito 114
- 1996—2004 MB100 2.3
- 2005—2013 Ssangyong Actyon (4 цилиндра)
- 1997—2014 Ssangyong Chairman (4 цилиндра)
- 1996—2004 Ssangyong Istana/Daewoo Istana (4 цилиндра)
- 1993—2003 Ssangyong Korando (4 цилиндра)
- 2005—2020 Ssangyong Kyron (4 цилиндра)
- 1993—2003 Ssangyong Musso (4 цилиндра)
- 2001—2012 Ssangyong Rexton (4 цилиндра)

### M111.979/M111.980/M111.984
M111.979 являлся 2,3-литровым (2295 см3) 16-клапанным двигателем с диаметром цилиндра 90,9 мм, ходом поршня 88,4 мм и степенью сжатия 8,8:1. Он развивал мощность 105 кВт (143 л. с.) при 5000 об/мин и крутящий момент 210 Н·м при 4000 об/мин.
Применения:
M111.979:
- 1995—2006 Sprinter 214 / 314 / 414

M111.980:
- 1999—2003 V 230

M111.984:
- 1995—2006 Sprinter 214 / 314 / 414
- 1996—2001 Volkswagen LT 2.3
- 1996—1998 Ssangyong Musso 2.3

### M111.977
M111.977 являлся 2,3-литровым (2295 см3) двигателем со степенью сжатия 10,4:1. Он развивал мощность 110 кВт (150 л. с.) и крутящий момент 220 Н⋅м.
Применения:
- 1998—2000 ML 230 (W163)

## E23 ML

### M111.973/M111.975
Двигатели M111.973 и M111.975 во многом имели сходства с 2,3-литровым двигателем M111.970, за исключением нагнетателя. Мощность составляла 142 кВт (190 л. с.), а крутящий момент — 280 Н·м. 
Применения: 
M111.973:
- 1996—2000 SLK 230 Kompressor (R170)
- 1997—2000 C 230 Kompressor (S202)

M111.975:
- 1997—2000 CLK 230 Kompressor (C208)
- 1999—2000 C 230 Kompressor (W202)

### M111.981/M111.982/M111.983
Двигатели M 111 E 23 ML EVO во многом имели сходства с 2,3-литровым двигателем M111.974, за исключением нагнетателя. Мощность составляет 145 кВт (194 л. с.).
Применения:
- M111.981: 2001—2002 C 230 Kompressor SportCoupé (CL203)
- M111.982: 2000—2002 CLK 230 Kompressor (C208)
- M111.983: 2000—2004 SLK 230 Kompressor (R170)